# Datsun 1121
Der Datsun 1121 war ein Pritschenwagen, der von Nissan in Japan von 1946 bis 1955 hergestellt wurde. Er war Datsuns erster Nachkriegs-Pick-up und Nachfolger der Datsun 13-17 Trucks.
Ab 1955 ersetzte ihn der Datsun 120.